# Sujawal
Sujawal är huvudort för ett distrikt med samma namn i den pakistanska provinsen Sindh. Folkmängden uppgick till cirka 30 000 invånare vid folkräkningen 2017.